# Luka Slavonski Brod
Luka Slavonski Brod je smještena na lijevoj obali rijeke Save, 4 km jugoistočno od grada Slavonskog Broda, na granici Republike Hrvatske i Bosne i Hercegovine, u neposrednoj blizini čvorišta željezničkog koridora X i cestovnog koridora Vc te je međunarodna ulazna luka Europske unije.
Četiri se glavna grada (Zagreb, Budimpešta, Beograd i Sarajevo) nalaze u radijusu od 350 km od Slavonskog Broda. Rijeka Sava, koja ujedno predstavlja i prirodnu granicu s Bosnom i Hercegovinom, omogućuje riječni promet sa središnjom i južnom Europom kao najisplativiji način prijevoza robe. 
Luka ima direktan pristup na cestovnu i željezničku mrežu, čime se omogućava pretovar i skladištenje te preusmjeravanje tereta na unutarnje plovne putove prema Dunavu i Crnom moru te dalje željeznicom prema najvećim hrvatskim morskim lukama Ploče, Split, Zadar i Rijeka.

## Vanjske poveznice
- Službena web stranica